# Akio Tamashiro
Alfredo Akio Tamashiro Noborikawa (Lima, 1979) es un karateca peruano. Su especialidad es la modalidad de kata y es considerado el mejor karateca peruano ininterrumpidamente desde el 2001. Tiene 45 años. En lo académico, es educador físico y administrador de empresas por la Universidad Nacional Mayor de San Marcos.

## Biografía
Akio Tamashiro nació el 25 de junio de 1979 en la ciudad de Lima. Empezó su instrucción muy joven, de cuatro años, a manos de su sensei Héctor Lizano Palomino.
A los 8 años se convirtió en el más joven cinturón negro del país. Con 15 años, pasó a integrar el seleccionado juvenil, consiguiendo el título de Campeón Panamericano Juvenil entre 1994 y 1999, año en que deja la división. Ese mismo año consigue el título de Subcampeón Mundial Juvenil.
Entre los años 1997 y 2002, consigue el título de Campeón Panamericano Adulto. En los Juegos Bolivarianos de Ambato, en el 2001, consigue la medalla de oro en kata equipo; refrendándola cuatro años después en los juegos de Pereira. En los Juegos Sudamericanos del 2002, realizado el torneo de karate en São Paulo, no pudo corroborar su buen momento, consiguiendo el segundo lugar en kata individual pero el oro en el kata por equipos.
Un año más tarde, en los Juegos Panamericanos de Santo Domingo, tuvo que verse relegado a la medalla de bronce. Pero consigue el título de Campeón Sudamericano. 
Para el 2004, fue subcampeón en el Campeonato Mundial. En los Juegos Mundiales de Karate del año siguiente, consiguió tercer lugar en la modalidad de kata individual. Su hecho más destacable, quizás, es la medalla de bronce que obtuvo en el Campeonato Mundial de Karate de 2006, lo que valió para ser considerado por el Comité Olímpico Peruano como el Mejor Deportista del Año.
Como instructor, ha viajado por todo el Perú dictando cursos y realizando exhibiciones. Su labor más destacada fue su asesoramiento al Seleccionado Nacional de Karate de Honduras, previo a su participación en los Juegos Centroamericanos de 1998. En el 2008 quedó tercer lugar en el campeonato Mundial de mayores en Tokio, en la modalidad de Kata por equipos. Su principal labor es su enseñanza que imparte en el dojo del Centro Cultural Peruano Japonés y en el Centro Naval.
En los Juegos Bolivarianos de 2009 consiguió dos medallas de oro, una en la modalidad de kata individual y la segunda en kata por equipos junto a Hafid Zevallos y Jimmy Moreno. Ganó el bronce en kata individual en el Campeonato Mundial de Karate de 2010 en Belgrado.